# غريبيات
غريبيات (الاسم العلمي: Corvida) هي تحت رتبة، في رتيبة طيور مغردة.

## أصنوفات
الأصنوفات الأدنى لهذا الكائن:
- كود سباركل
- تحديث القائمة

فصيلة عليا:غرابينات 
اسم علمي: Corvoidea

فصيلة عليا:Menuroidea 
اسم علمي: Menuroidea

فصيلة عليا:Pachycephaloidea 
اسم علمي: Pachycephaloidea